# 三条有子
三条有子（さんじょう ゆうし、藤原有子（ふじわら の ゆうし）、1207年（建永2年）—1286年3月2日（弘安9年二月初六）），鎌倉時代後堀河天皇皇后。三条后。女院号安喜門院（あんきもんいん）。
太政大臣三条公房之女。生母太宰大弐藤原範能之女藤原修子。異母兄为右大臣三条实親。貞应元年（1222年）12月，16岁以女御入後堀河天皇后宫。貞应2年二月廿五日（1223年3月28日）冊立中宮，嘉禄2年七月廿九日（1226年8月23日），女御近衛長子立为中宮，同日三条有子为皇后。三条有子无子女。安貞元年（1227年）2月，院号宣下，为安喜門院。宽元4年（1246年）九月剃发。弘安9年2月6日（1286年3月2日），80歳驾崩。